# Bulbul joyeux
Chlorocichla laetissima
Espèce
Statut de conservation UICN

 LC  : Préoccupation mineure
Le Bulbul joyeux (Chlorocichla laetissima) est une espèce de passereaux de la famille des Pycnonotidae.

## Répartition
Il se trouve en République démocratique du Congo, Kenya, Ouganda, Soudan, Tanzanie et Zambie.

## Habitat
Son habitat naturel est les forêts boréales(?) et les montagnes humides subtropicales ou tropicales.

## Sous-espèces
D'après Alan P. Peterson, cette espèce est constituée des deux sous-espèces suivantes :
- Chlorocichla laetissima laetissima (Sharpe) 1899 ;
- Chlorocichla laetissima schoutedeni Prigogine 1954.